# Ligne 3 du métro de Pusan
La ligne 3 du métro de Pusan ( 3호선 ) est ligne du métro de Busan construit de 1997 à 2005 et inauguré le 28 novembre 2005. Elle mesure 18,3 km long pour 17 stations. Les rames de la ligne 3 ont une passerelle complètement ouverte entre chaque voiture (tout comme la ligne 4), permettant de parcourir aisément l'ensemble du train. La ligne 3 utilise des rames de 4 voitures. La couleur de la ligne est le marron.
La ligne devait initialement comporter une ligne principale reliant la station Suyeong à la station Daejeo, avec une deuxième partie se séparant de la gare de Minam. Cependant, la deuxième phase a été séparée en une ligne distincte qui est la Ligne 4 .
Les panneaux de signalisation sont circulaires avec une face blanche encadré en sur la partie supérieur en marron, et sur l'inférieur en gris. En haut se trouve le numéro de station. Le nom de la station est écrit en coréen en grandes lettres Hangul avec en dessous le nom anglais plus petit. Encore en dessous, il y à le nom Hanja dans une police d'écriture de taille similaire.
En raison de l' incendie du métro de Daegu en 2003, toutes les stations de la ligne 3 ont été construites avec des portes palières. La ligne 3 a été l'une des premières lignes de métro en Corée et dans le monde à être équipée de portes palières à chaque station.
La ligne 3 a considérablement augmenté l’efficacité du système de métro de Busan . Alors que la ligne 2 relie la région de Deokcheon à la région de Suyeong avec des détours, la ligne 3 relie les deux zones sur une ligne plus droite. Par exemple, une personne vivant dans la région de Yangsan n'utiliserait pas toute la ligne 2 pour atteindre la région de Haeundae ; au lieu de cela, elle prendrait une correspondance à la station Deokcheon pour la ligne 3, puis reviendrait à la ligne 2 à la station Suyeong. La ligne 3 a également amélioré l'efficacité des déplacements entre les zones de Deokcheon et Yeonsandong, ainsi qu'entre les zones de Minam et Dongnae .
Un trajet sur toute la ligne prend environ 34 minutes.

## Liste des stations
Toutes les stations sont à Busan.
| Code | Station           | Correspondance                                                 | Distance en km | Distance cumulée | Arrondissement |  |
|      |                   |                                                                |                |                  |                |  |
| 301  | Suyeong           | [[Ligne 2 du métro de Pusan]]                                  | ---            | 0.0              | Suyeong        |  |
| 302  | Mangmi            |                                                                | 1.0            | 1.0              | Suyeong        |  |
| 303  | Baesan            |                                                                | 1.2            | 2.2              | Yeonje         |  |
| 304  | Mulmangol         |                                                                | 1.1            | 3.3              | Yeonje         |  |
| 305  | Yeonsan           | [[Ligne 1 du métro de Pusan]]                                  | 1.1            | 4.4              | Yeonje         |  |
| 306  | Geoje             |                                                                | 0.7            | 5.1              | Yeonje         |  |
| 307  | Sports Complex    |                                                                | 0.7            | 5.8              | Yeonje         |  |
| 308  | Sajik             |                                                                | 0.8            | 6.6              | Dongnae        |  |
| 309  | Minam             | [[Ligne 4 du métro de Pusan]]                                  | 0.8            | 7.4              | Dongnae        |  |
| 310  | Mandeok           |                                                                | 3.3            | 10.7             | Buk            |  |
| 311  | Namsanjeong       |                                                                | 1.1            | 11.8             | Buk            |  |
| 312  | Sukdeung          |                                                                | 1.0            | 12.8             | Buk            |  |
| 313  | Deokcheon         | [[Ligne 2 du métro de Pusan]]                                  | 0.7            | 13.5             | Buk            |  |
| 314  | Gupo              | Gyeongbu services pour ITX-Saemaeul services pour Mugunghwa-ho | 1.1            | 14.6             | Buk            |  |
| 315  | Gangseo-gu Office |                                                                | 1.6            | 16.2             | Gangseo        |  |
| 316  | Sports Park       |                                                                | 1.1            | 17.3             | Gangseo        |  |
| 317  | Daejeo            | [[Métro léger de Busan-Gimhae]]                                | 0.8            | 18.1             | Gangseo        |  |